# Droga krajowa nr 304 (Węgry)
Droga krajowa nr 304 (węg. 304-es főút) – droga krajowa w południowo-wschodnich Węgrzech. Przebiega w całości w granicach Miszkolca. Stanowi łącznik między drogą nr 3 a autostradą M30 (węzeł Miskolc-Dél). Długość - 5 km. 